# François Vivien
 (janvier 2017).
Si vous disposez d'ouvrages ou d'articles de référence ou si vous connaissez des sites web de qualité traitant du thème abordé ici, merci de compléter l'article en donnant les références utiles à sa vérifiabilité et en les liant à la section « Notes et références ».
Pour les articles homonymes, voir Vivien.
François Vivien est un imprimeur bruxellois du XVIIe siècle.
Il fut actif de 1627 à 1661 et mourut avant 1680. Il imprima notamment plusieurs ouvrages de Jean Puget de La Serre.
Son fils Balthazar (1630- ?) lui succéda de 1661 à 1668.